# María Magdalena (película de 1954)
María Magdalena es una película en blanco y negro de Argentina dirigida por Carlos Hugo Christensen sobre su propio guion escrito en colaboración Pedro Juan Vignale que se estrenó el 6 de abril de 1954 y que tuvo como protagonistas a Laura Hidalgo, Francisco Martínez Allende, Ricardo Castro Ríos y Homero Cárpena. Fue la última película de Christensen antes de partir para seguir filmando en Brasil.

## Sinopsis
Una prostituta ayuda a un científico que para probar la eficacia de una vacuna se contagia deliberadamente.

## Reparto
Participaron del filme los siguientes intérpretes:
- Laura Hidalgo ... María Magdalena Da Silva
- Francisco Martínez Allende ... Prof. David Guimaraes
- Ricardo Castro Ríos ... Rómulo Buarque
- Homero Cárpena ... Cairo Bendo
- Luis Dávila …Juan
- José María Gutiérrez ... Lázaro Da Silva
- María Concepción César ... Juana
- Blanca Tapia ... Martha Da Silva
- Ricardo Galache ... Dr. Pedro Simón
- Carlos Bianquet
- Pascual Nacaratti ... Dr. Jacob
- Alejandro Maximino ... Padre Bautista
- Enrique Fava ... Andrés
- Alberto Barcel
- Pablo Moret…Extra
- Antonia Volpe

## Comentarios
El Heraldo del Cinematografista dijo que el filme:

”…procura ser una réplica moderna del relato bíblico y lo es hasta cierto grado, en los hechos principales.”

Por su parte Noticias Gráficas opinó en su crónica que:

”Tema tan ambicioso ha sido tratado de manera ingenua y sin sinceridad alguna.”